# Filippo Bentivegna
Filippo Bentivegna (Sciacca, 3 maggio 1888 – Sciacca, 1º marzo 1967) è stato uno scultore italiano, protagonista della corrente dell'Art Brut.
Senza nessuna formazione artistica, realizzò migliaia di sculture materializzando il “Castello incantato” nel suo podere di Sciacca oggi divenuto un museo all'aperto.

## Biografia
Filippo Bentivegna nacque a Sciacca il 3 maggio del 1888 e di umili origini: il padre era un pescatore, la madre casalinga. Nel 1913 emigrò negli Stati Uniti, sulle orme dei suoi due fratelli maggiori e di una sorella: in America, tuttavia, subì un grave trauma cranico a causa di una bastonata in testa, forse ad opera di un rivale in amore, che lo tramortì per diversi giorni. A causa del colpo ebbe problemi di amnesia e non fu più in grado di lavorare: “considerato improduttivo e dichiarato inabile al lavoro fu rimpatriato” (1919).
Tornato in Italia dopo la Grande Guerra, Bentivegna fu considerato disertore e condannato in contumacia a tre anni di carcere, per cui una volta rientrato allo scopo di eseguire la condanna venne sottoposto ad una visita psichiatrica. La commissione di visita non ebbe alcun dubbio nel considerarlo pazzo, ma non un pericolo sociale.
(Filippo Bentivegna")
Nel suo feudo Bentivegna, grazie alle formazioni calcaree che riempivano il fondo, iniziò ad scolpire centinaia di teste umane. Teste accatastate, affiancate e bifronti. Anche i suoi tre cani vennero tosati e dipinti sui fianchi con le teste.
Quando le pietre del suo feudo divennero scarse, “mastru Filippu” si costruì delle cave ove estrarre delle pietre più duttili creando anche dei cunicoli all'interno del suo fondo. Ma in paese Filippo Bentivegna era chiamato "Filippo delle teste" e "Filippo il pazzo", deriso dai compaesani per il suo bizzarro atteggiamento anche perché pretendeva d'essere chiamato Eccellenza poiché pensava d'essere il re di un regno.
Il pittore svedese Lilieström che soggiornò a Sciacca negli anni Cinquanta, tramite l'ambiente artistico culturale saccense conobbe Filippo Bentivegna. L'artista accolse Lilieström con benevolenza, anzi lo fece inginocchiare e lo investì con il titolo di "dignitario di corte". Lilieström ritenne di trovarsi di fonte ad un artista puro, primitivo, per cui si attivò ad organizzare la prima e unica mostra di Filippo Bentivegna. Nella sala dell'ex Albergo Italia di Sciacca l'esposizione fu un fallimento come pubblico,  ma la mostra fece ugualmente aumentare l'interesse verso l'opera di Bentivegna, arrivarono giornalisti e l'artista varcò i confini locali.

### Il Castello Incantato
Filippo Bentivegna morì all'età di 79 anni il 1º marzo del 1967.
Il suo lavoro, per lungo tempo, rimase in  abbandono; molte opere, lasciate incustodite, furono distrutte, perdute o oggetto di sciacallaggio.
Nel 1968 arrivò a Sciacca un collaboratore di Jean Dubuffet, l'artista e teorico dell'Art Brut, Gabriele Stocchi, che voleva constatare di presenza la reale portata dell'arte primitiva del "pazzo di Sciacca". Contattati i parenti, riuscì a visitare il Giardino Incantato, riuscendo anche ad ottenere delle teste di Filippo da portare in dono a Dubuffet, il quale le inserì nella sua collezione. Oggi quelle stesse teste sono esposte alla Collection de l'Art Brut di Losanna, istituito in memoria di Dubuffet.
Il Castello incantato di Filippo Bentivegna, oggi fondo di proprietà della Regione Siciliana, è gestito da una cooperativa culturale; è stato oggetto di studi critici come opera significativa del Novecento.

## Musica
Il gruppo musicale Virginiana Miller ha dedicato il brano Bentivegna, dove si parla della vita dell'artista e delle sue vicissitudini. Alla stesura in siciliano del testo ha collaborato il giornalista e scrittore di Sciacca Accursio Soldano

## Filmografia
- Documentario Il castello incantato di Filippo Bentivegna di Francesco Fauci 2007 40'
- Documentario Filippo dalle mille teste di Laura Schimmenti (2008, 32')
- Documentario Teste di Francesco Di Mauro e Cecilia Grasso (2014, 27')